# Prochoreutis bella
Prochoreutis bella là một loài bướm đêm thuộc họ Choreutidae. Nó được tìm thấy ở Tadzhikistan.
Sải cánh dài khoảng 9 mm.